# Inalcanzable (canción)
«Inalcanzable» es una balada escrita por Carlos Lara e interpretada por la banda mexicana RBD. Fue publicado el sencillo principal del quinto álbum de estudio y cuarto realizado en español Empezar desde cero (2007). Musicalmente, es una canción producida por Lara y coproducida por Pedro Damián, algo melancólica que combina el piano con guitarras acústicas y algunos instrumentos de viento. 
El sencillo logró el segundo puesto en la lista Latin Pop Airplay Billboard.

## Video musical
El video fue dirigido por Esteban Madrazo y lanzado el 7 de noviembre de 2007. El video fue filmado en una vieja casa en la Colonia San Rafael, Ciudad de México y fue grabado en 20 horas. Se estrenó el 5 de diciembre a través de Ritmoson Latino, se filtró en internet un día antes.
El video muestra varios efectos especiales y muestra a los miembros de RBD pasando por un momento difícil, donde la gente muy especial les da valor y apoyo. Estas personas tan especiales son los fanes que reflejan el mensaje de que el grupo quiere dar a conocer.

## Posicionamiento

### Semanales
| Listas (2007)                            | Mejor posición |
| ---------------------------------------- | -------------- |
| Rumania Top 100                          | 2              |
| Estados Unidos Billboard Hot Latin Songs | 6              |
| Estados Unidos Billboard Latin Pop Songs | 2              |
| México (Top 40 Sencillos México)         | #1             |
| Brasil (Brasil Chart 100)                | #1             |
| España (Hits Singles)                    | 4              |
| Perú (Perú Sencillos)                    | 2              |
| Colombia (Colombia Top 50 singles)       | #1             |
| Chile (Chile Sencillos Chart)            | #1             |
| Ecuador (Ecuador Sencillos Chart)        | 2              |
| Argentina (Radio Hot)                    | 10             |
| Venezuela (Venezuela Sencillos)          | 4              |